# 후지이데라정
후지이데라정(일본어: 藤井寺町)은 일본 오사카부 미나미카와치군에 설치되었던 정이다. 현재의 후지이데라시에 해당한다.

## 역사
- 1889년 4월 1일 - 정촌제 시행에 의해 단난군 나가노촌이 성립하였다.
- 1896년 4월 1일 - 미나미카와치군이 성립하여, 소속이 변경되었다.
- 1896년 5월 4일 - 니시고리군 나가노촌의 중복을 피하기 위해 후지이데라촌으로 개칭되었다.
- 1915년 11월 10일 - 고야마촌과 신설합병해, 새로운 후지이데라촌이 성립하였다.
- 1928년 10월 15일 - 정으로 승격해 후지이데라정이 되었다.
- 1959년 4월 20일 - 도묘지정과 신설합병해 후지이데라도묘지정이 성립하여, 동일 후지이데라정은 폐지되었다.

## 교통

### 철도
- 긴키 닛폰 철도
  - 긴테쓰 미나미오사카선

### 도로
현재는 구정역을 니시메이한 자동차도가 통과하지만, 당시는 미개통.

## 참고문헌
- 角川日本地名大辞典 27 大阪府